# يوري ألكسيفيتش موشانوف
يوري أليكسيفيتش موشانوف (ولد 8 نوفمبر 1934 في لينينغراد - توفي 20 أكتوبر 2020)، هو عالم آثار روسي.